# Église d'Alavieska
L'église d'Alavieska (en finnois : Alavieskan kirkko) est une église située à Alavieska, en Finlande.

## Description
La structure est conçue par l'architecte J. Karvonen. Les travaux de construction débutent en 1939 mais les guerres et le manque de matériaux de construction qui en découle retardent sa finition.
L'église est inaugurée le 19 décembre 1948. Elle a 450 sièges.
A la place du retable il y a un crucifix en bois sculpté en 1948 par l'artiste Hugo Kähtävä du village de Kähtävänkylä.
Plus tard Hugo Kähtävä réalisera la sculpture appelée le bon berger.
L'orgue à 18 jeux est fabriquée en 1948 par la fabrique d'orgues de Kangasala.